# 음력 6월 25일
음력 6월 25일은 음력 6월의 25번째 날이다.

## 사건
- 1989년 - 대한항공 803편 추락 사고 발생.
- 2010년 - 반기문 유엔 사무총장이 유엔 사무총장으로는 처음으로 원자폭탄이 떨어졌던 나가사키시를 방문하였다.

## 문화
- 1914년 - 경원선 전 구간(용산-원산) 개통.
- 1993년 - 대한민국, '금융실명거래 및 비밀보장에 관한 긴급 재정명령'으로 금융 실명제 실시.
- 2013년 - EXO 으르렁 첫 공개.
- 2013년 - 아시아나항공이 인천국제공항내 최대규모인 제2격납고를 개장하였다.

## 탄생
- 1462년 - 조선 성종의 비 정현왕후.
- 1860년 - 한국의 독립운동가 윤희순.
- 1870년 - 조선, 대한제국의 왕족 겸 군인, 정치인 이준용.
- 1963년 - 대한민국의 가수 김장훈.
- 1991년 -
  - 대한민국의 야구 선수 이정담.
  - 대한민국의 축구 선수 김지수.
  - 대한민국의 배우 위하준.
- 1993년 -
  - 대한민국의 배우 하영.
  - 대한민국의 가수 f(x)의 루나.

## 사망
- 2006년 - 대한민국의 기업인 정인영.

## 같이 보기
- 음력 360일: 1월 2월 3월 4월 5월 6월 7월 8월 9월 10월 11월 12월
- 전날:6월 24일 다음날:6월 26일 - 전달:5월 25일 다음달:7월 25일
- 양력:6월 25일
- 음력, 윤달